# ナイトムーブ
『ナイトムーブ』 (KNIGHT MOVE) は、1990年6月5日にファミリーコンピュータ ディスクシステム用ゲームとして、任天堂より発売されたアクションパズルゲームである。

## 概要
『テトリス』（1984年）の開発者であるアレクセイ・パジトノフが考案したゲームであり、ディスクシステムの末期に発売された。
日本国外では、本作のアイデアを元にアレンジして製作された『KNIGHT MOVES』（1995年）がMicrosoft Windows対応ソフトとしてスペクトラムホロバイトより発売されている。

## ゲーム内容
本作は数学的パズルの一種である「ナイト・ツアー」に近いルールを持つゲームで、ボードゲームのチェスに使用する駒の一つ、ナイトを操作し、4 X 8の32個のマスをナイト特有の動きを駆使しながら全てのマスを踏んで行く。
マスは一度踏むと白から水色に変化し、さらにもう一度踏むと青色に変化する。さらに踏むと青色から穴に変化し、その状態でナイトを着地させると穴に落下しゲームオーバーとなる。
青色のマスを踏む事で得点が入るようになっており、穴に落下しないように少しでも多くのマスを穴に変えていく事で得点が上がり、さらに連続して穴に変化させる事で得点が大幅に上がっていく。また、ハートマークのあるマスを踏む事で穴の個所は一度リセットされ、白のマスに変化する。しかし、ハートを取るごとにラウンドが進んでいき、ナイトの移動スピードが速くなっていく。また、Aボタンを押す事でナイトの速度を速くする事ができ、その間に得点が入るようになっている。 
本作では上記のルールでプレイする「A TYPE」と、ハートを3つ取らないと次のラウンドに進まず、さらに6マス踏むごとにハートの位置が移動する「B TYPE」、2人のプレイヤーによる対戦プレイの3つのモードが存在する。

## 評価
- ゲーム誌『ファミコン通信』の「クロスレビュー」では合計24点（満40点）となっている[1]。

- ゲーム誌『ファミリーコンピュータMagazine』の読者投票による「ゲーム通信簿」での評価は以下の通りとなっており、15.96点（満25点）となっている[2]。

| 項目 | キャラクタ | 音楽 | 操作性 | 熱中度 | お買得度 | オリジナリティ | 総合  |
| 得点 | 2.99       | 3.16 | 3.15   | 3.15   | -        | 3.51           | 15.96 |

- ゲーム誌『ユーゲー』では、「リスクを負うほどに高得点のチャンスが得られるシステムには、『テトリス』に通ずるものを感じられる。なかなかに奥深い作品だ」と評している[3]。